# Stare Rochowice (stacja kolejowa)
Stare Rochowice – stacja kolejowa w Starych Rochowicach, w powiecie jaworskim, w województwie dolnośląskim, w Polsce.
Stacja 4 klasy oddana do użytku 01.12.1890 roku. Usytuowana na 61,000 km linii Malczyce – Marciszów położona na wysokości 375 m n.p.m. Stacja posiadała budynek dworca z magazynem i nastawnią, wc, budynek mieszkalny i gospodarczy, 2 perony i plac ładunkowy z wagą wozową.Układ torowy to: tor główny zasadniczy, główny dodatkowy i boczny ładunkowy. Dodatkowo 4 tory bocznicy Zakładów wapiennych wraz z rampą, wagą wagonową i urządzeniem do załadunku wapna. Wapno transportowane było kolejką linową i przez specjalne urządzenie ładowane na wagony. W latach 60. stację zdegradowano do stacji handlowej. W latach 80-90 wycięto wszystkie tory dodatkowe.